# مشاهدات و اکتشافات زهره

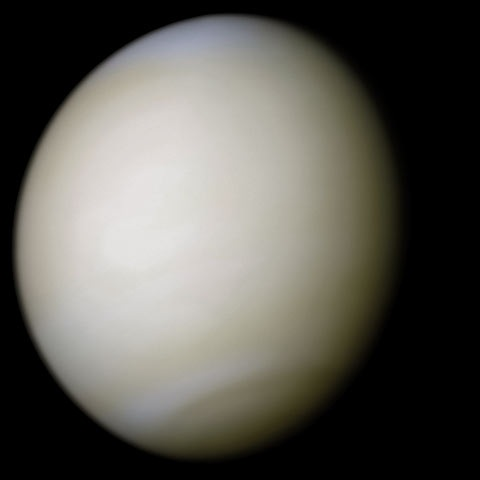
ونوس در رنگ‌های واقعی، پردازش شده از تصاویر فیلتر شده شفاف و آبی مارینر ۱۰.

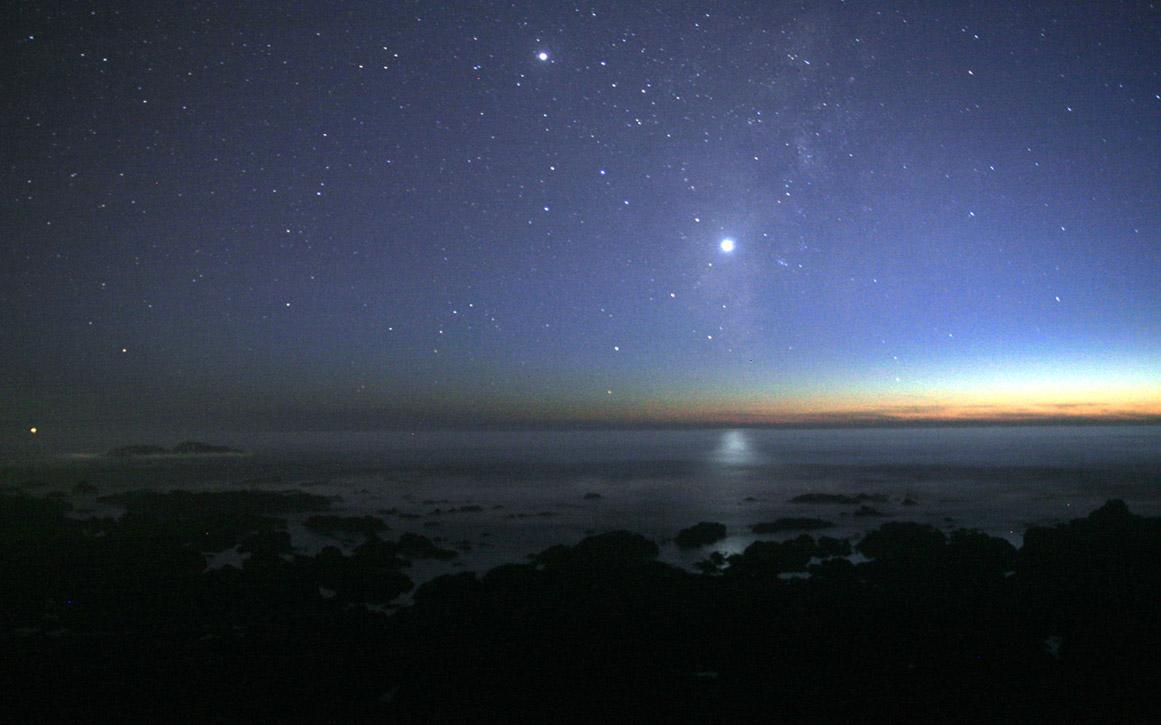
همانگونه که در این تصویر بر فراز اقیانوس آرام دیده می‌شود، زهره همیشه از درخشان‌ترین ستاره‌های خارج از منظومه شمسی نیز درخشان‌تر است،

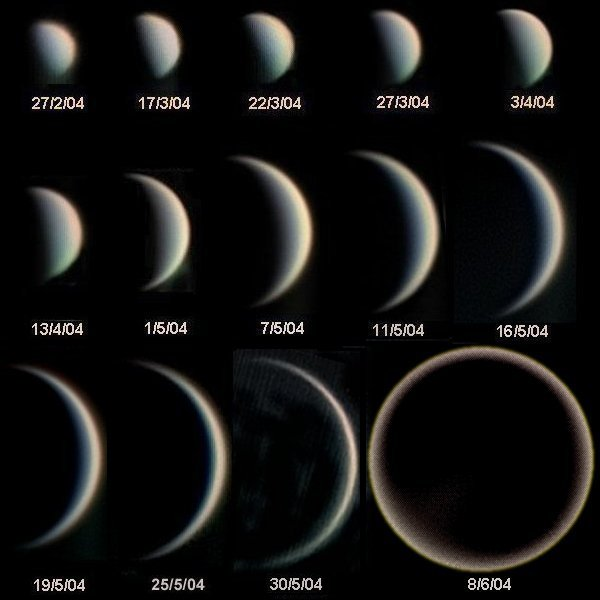
گام‌های زهره و تکامل قطر ظاهری آن

مشاهدات سیاره زهره شامل مشاهدات دوران باستان، مشاهدات تلسکوپی و بازدید توسط فضاپیما است. فضاپیماها پرواز کناری، پرواز مداری و فرودهای مختلفی روی زهره انجام داده‌اند، از جمله کاوشگرهای بالونی که در جو زهره شناور بودند. مطالعه این سیاره از لحاظ بعد مسافت، به دلیل نزدیکی نسبی آن به زمین در مقایسه با دیگر سیارات آسان‌تر است، اما سطح زهره توسط جوی کدر نسبت به نور مرئی پوشیده شده‌است.